# Der Kunstmaler

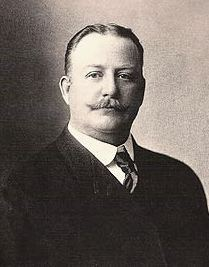
Frederic Remington, um 1909

Der Kunstmaler (Originaltitel französisch L’artiste peintre) ist ein 2001 erschienenes Lucky-Luke-Album. Das von Morris gezeichnete und von Bob de Groot getextete Werk ist eine Hommage an den Maler Frederic Remington, der viele Bilder im Wilden Westen gemalt hat. Der Band ist als Nummer 75 in der Ehapa-Reihe auf Deutsch erschienen.

## Handlung

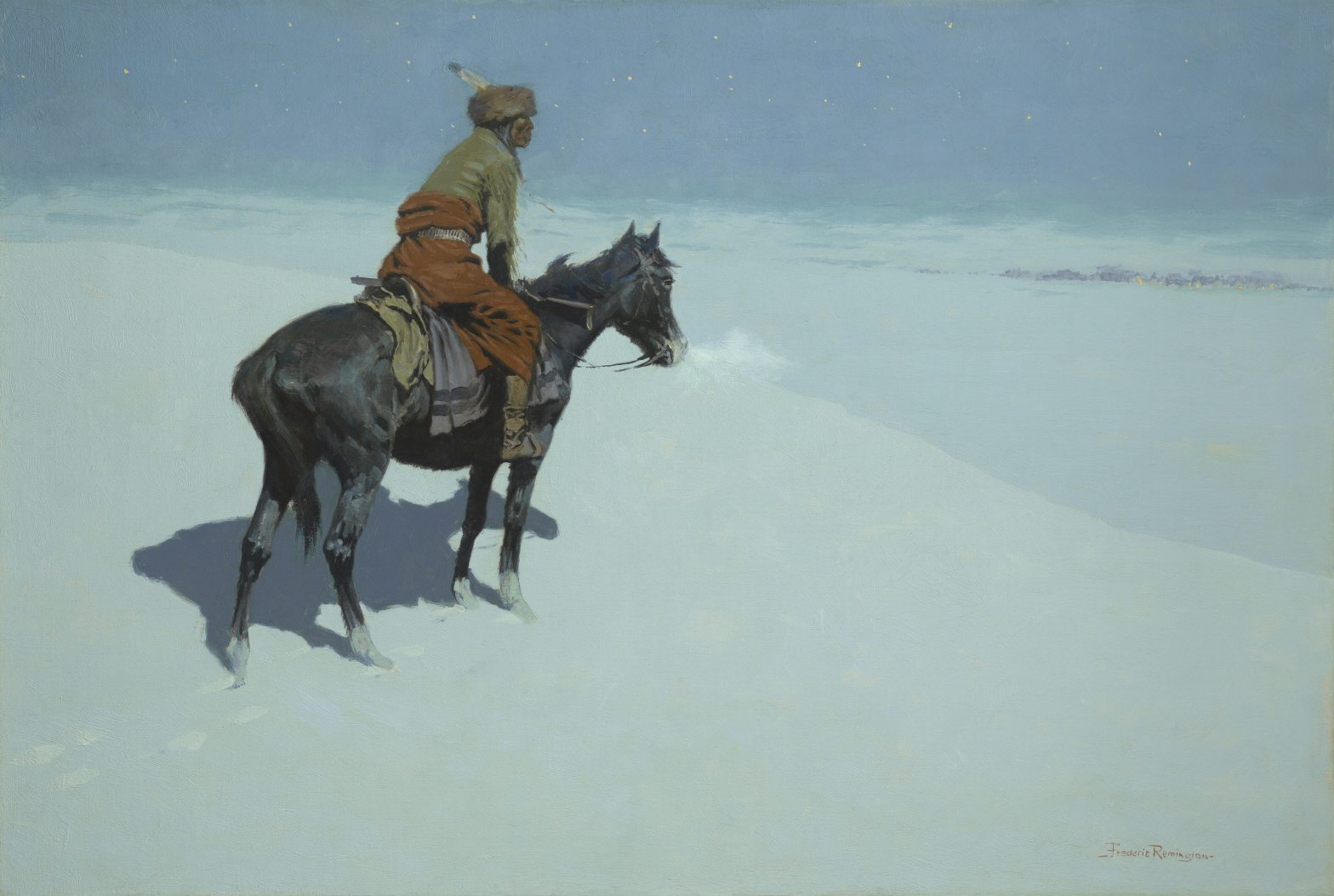
Als Lucky Luke Remington trifft, ist gerade dieses Bild von einem indianischen Späher fertiggeworden

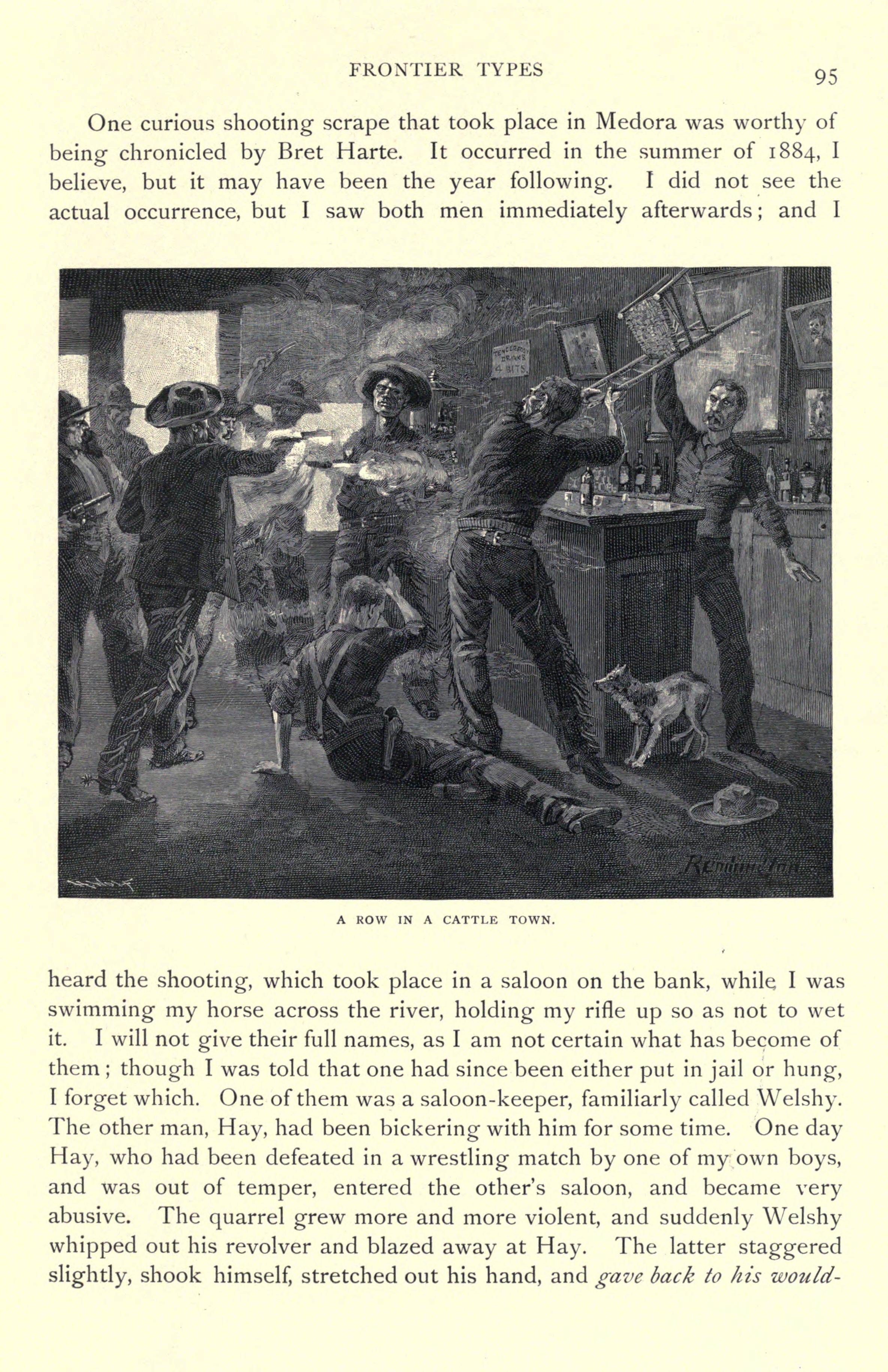
Kneipenschlägerei in Ranch life and the hunting-trail von Theodore Roosevelt, Illustration von Frederic Remington

Lucky Luke bekommt die Aufgabe, den Maler Frederic Remington durch den Wilden Westen zu begleiten, denn dort warten viele Gefahren. Schnell stellt sich heraus, dass Remington sehr gut für den Westen gewappnet ist. Er ist äußerst trinkfest und hat einen riesigen Appetit. Als ein gewisser Curly auftaucht und Ärger machen will, kriegt er dafür auch gleich Remingtons Faust zu spüren.
Die üppigen Mahlzeiten, die sich Remington vorsetzen lässt, bezahlt er mit Bildern, oder er malt gleich ein Meisterwerk auf eine Hausfassade. Auf dem Weg zu den Indianern, deren Häuptling Hiawatha er unbedingt zeichnen möchte, muss Luke mehrfach Curly retten, weil seine Anschläge auf Remington nach hinten losgehen und er sich selbst unter Bäumen oder Felsen begräbt. Bei der ersten Begegnung mit den Indianern landen die Freunde prompt am Marterpfahl. Sie können sich aber herausreden, da sie die Farben dabeihaben, die die Indianer für ihre Kriegsbemalung brauchen.
Auf dem Weg zu Hiawatha kommen sie durch Hound Dog City, eine Stadt voller Gesetzloser, in der die Männer in der Straße Schlange stehen, um sich zu duellieren. Im dortigen Saloon beginnt auch sofort eine Keilerei, die lediglich durch (häufige) Lokalrunden unterbrochen wird. Als der Sheriff eingreift, wird dieser geteert und gefedert fortgeschickt.

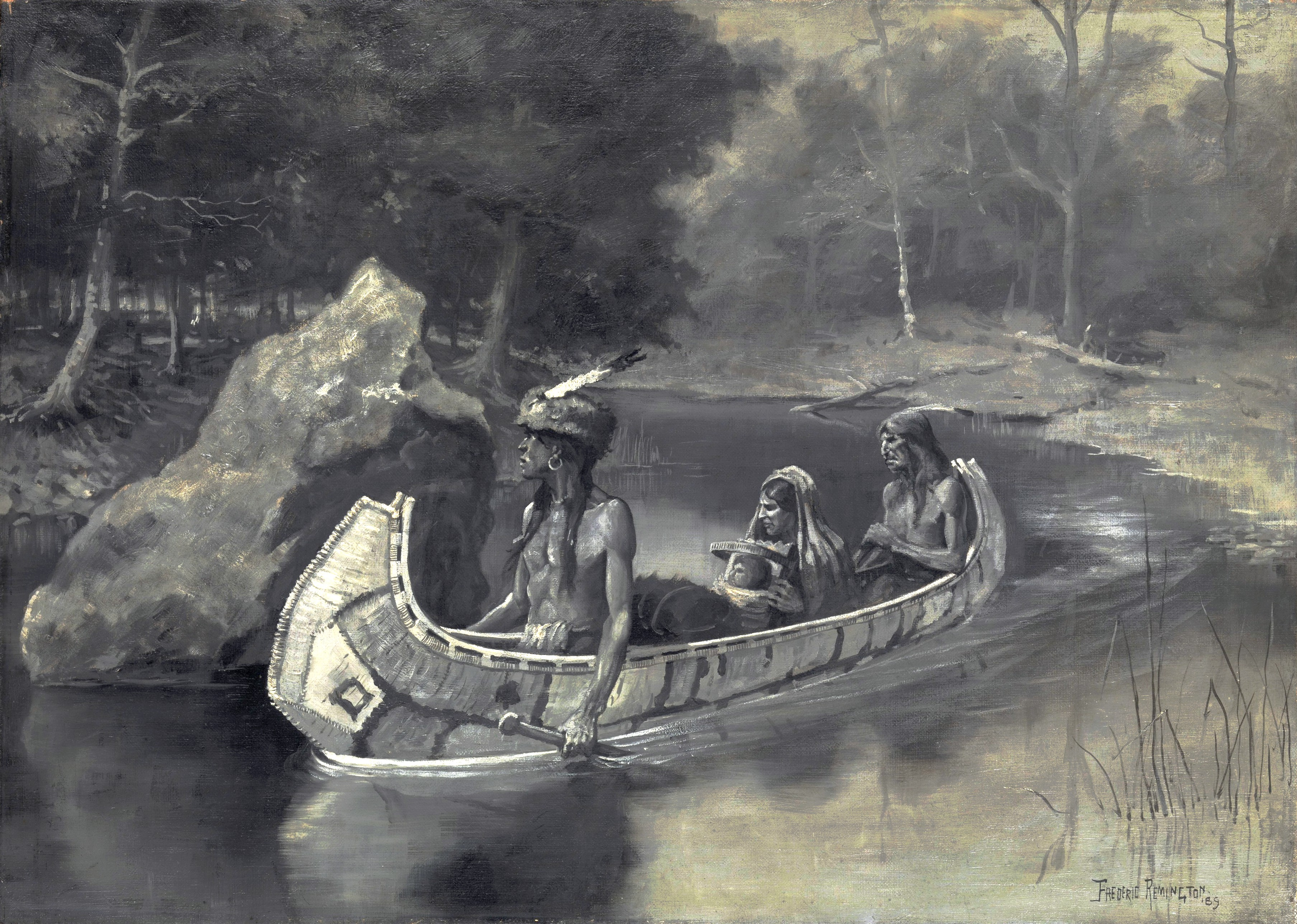
Bild aus Remingtons Bilderreihe zur Illustration des Werks The Song of Hiawatha von Henry Wadsworth Longfellow

Endlich treffen Luke und Remington bei Hiawatha ein, der sich gleich als großer Krieger vorstellt. Größer und viel eindrücklicher tritt allerdings seine „bessere Hälfte“ auf, die ihn gleich zurechtweist und nicht nur körperlich unterlegen aussehen lässt. Um Hiawatha malen zu dürfen, verlangen die indianischen Gesetze, dass Remington ihn bei einem Wettessen schlägt. Für den stämmigen Remington eine einfache Übung. Und so entsteht ein weiteres Bild eines Indianerhäuptlings. Leider tritt nach der Abreise wieder Curly auf den Plan und möchte aus „Rache“ die Bilder verbrennen. Remington macht sich nicht viel daraus, wobei es immerhin als Grund herhalten kann, ihn an den Sheriff auszuliefern.
Im nächsten Ort erreicht Remington ein Telegramm, wonach er mehrere Bilder verkauft habe. Als er das Geld dafür von der Bank holen will, wird diese prompt überfallen und ausgeraubt. Doch Luke reitet das schnellste und außergewöhnlichste Pferd des Westens, so dass es ein Leichtes ist, den Dieb aufzuspüren und einzuholen. Zum Ende feiern die beiden im Saloon bei Bier und einer Schlägerei.

## Anspielungen
Frederic Remington, der die Hauptperson des Bandes ist, wird als stämmiger, großer Mann dargestellt. Tatsächlich soll er 134 kg gewogen haben. Seine Essgewohnheiten erinnern an Obelix, nur dass er nicht reihenweise Wildschweine, sondern Puten verdrückt. Mehrere seiner Bilder kommen im Band zu Ehren, so sein Bild „The Scout: Friends or Foes“ (Der Späher: Freunde oder Feinde) oder eine Skizze einer Saloonschlägerei. Remington zeichnete mehrere Bilder für eine Illustration des Gedichts The Song of Hiawatha des Poeten Henry Wadsworth Longfellow. Getroffen haben dürfte Remington diesen legendären Indianer aber nicht, denn dessen Lebenszeit wird ins 15. oder 16. Jahrhundert datiert.
Die Verbrennung mehrerer Bilder ist hingegen authentisch, denn Remington selber verbrannte diverse seiner Werke, die ihm nicht gefielen.